# Zwalm
Zwalm är en kommun i Belgien.   Den ligger i provinsen Östflandern och regionen Flandern, i den centrala delen av landet, 40 km väster om huvudstaden Bryssel. Antalet invånare är 8 052. Arean är 34 kvadratkilometer.
Terrängen i Zwalm är platt.
Trakten runt Zwalm består till största delen av jordbruksmark. Runt Zwalm är det tätbefolkat, med 343 invånare per kvadratkilometer.